# Ludomir Newelski
Ludomir Newelski (Wrocław, 27 de novembro de 1960) é um matemático polonês, especialista em teoria dos modelos, teoria dos conjuntos, fundamentos da matemática e álgebra universal.
Foi Lista de palestrantes do Congresso Internacional de Matemáticos em Berlim (1998).

## Publicações selecionadas
- Newelski, Ludomir; Pawlikowski, Janusz; Seredyński, Witold (1987). «Infinite free set for small measure set mappings». Proceedings of the American Mathematical Society. 100 (2). 335 páginas. doi:10.1090/S0002-9939-1987-0884475-3
- Newelski, Ludomir (1987). «On the number of squares in a group». Proceedings of the American Mathematical Society. 99 (2). 213 páginas. doi:10.1090/S0002-9939-1987-0870773-6
- Newelski, L.; Rosłanowski, A. (1993). «The ideal determined by the unsymmetric game». Proceedings of the American Mathematical Society. 117 (3). 823 páginas. doi:10.1090/S0002-9939-1993-1112500-6
- Newelski, Ludomir (1994). «On {\displaystyle U}-rank {\displaystyle 2} types». Transactions of the American Mathematical Society. 344 (2): 553–581. doi:10.1090/S0002-9947-1994-1142779-1
- Newelski, Ludomir (1996). «On the prime model property». Proceedings of the American Mathematical Society. 124 (8): 2519–2525. doi:10.1090/S0002-9939-96-03311-4
- Newelski, Ludomir (2002). «Small profinite structures». Transactions of the American Mathematical Society. 354 (3): 925–944. doi:10.1090/S0002-9947-01-02854-9